# María Pinto
María Pinto este un târg și comună din provincia Melipilla, regiunea Metropolitană Santiago, Chile, cu o populație de 10.343 locuitori (2012) și o suprafață de 395 km2.